# Бамбе (департамент)
Бамбе (фр. Bambey) — один из 45 департаментов Сенегала и один из трёх департаментов в области Диурбель. Расположен на западе центральной части страны.

## География
Департамент Бамбе занимает площадь 1 351 км².

## Административное деление
Центр департамента — город Бамбе, который является также единственной коммуной. Департамент включает в себя 3 арондисмана (округа): Баба-Гараж, Лямбеи и Нгуа, насчитывающие 11 сельских поселений.
| Коммуна / Округ | Сельское поселение | Население 2013 |
| Бамбе           | —                  | 28 908         |
| Баба-Гараж      | Баба-Гараж         | 15 815         |
| Баба-Гараж      | Денгиреи           | 9 386          |
| Баба-Гараж      | Кёр-Самба-Кан      | 19 299         |
| Лямбеи          | Гаван              | 14 373         |
| Лямбеи          | Лямбеи             | 27 847         |
| Лямбеи          | Нгогон             | 25 464         |
| Лямбеи          | Рефан              | 33 727         |
| Нгуа            | Нгангальма         | 32 640         |
| Нгуа            | Нгондоль           | 24 347         |
| Нгуа            | Нгуа               | 46 176         |
| Нгуа            | Тиакар             | 21 495         |
| Департамент     | —                  | 299 476        |

## Население
По данным Национального агентства статистики и демографии Сенегала численность населения департамента в 2013 году составляла 299 476 человек.